# Rhyothemis mariposa
Rhyothemis mariposa – gatunek ważki z rodziny ważkowatych (Libellulidae).